# سوهان (طالقان)
سوهان (طالقان)، روستایی از توابع بخش مرکزی شهرستان طالقان در استان البرز ایران است.روستای سوهان از غرب با روستای کش و کشرود و از شرق با روستای آرموت همسایه است
نگارخوانی در روستای سوهان، مشابه سایر روستاهای طالقان در گذشته و حتی تاکنون رواج خاصی داشته و دارد. نگارخوانی، داستان حکایت دلدادگی و دلبستگی عزیز و نگار طالقانی است که متولد روستای آردکان پائین طالقان می‌باشند.
طبق گفته برخی بزرگان سوهان، ریشه لغوی کلمه سوهان از «سو»، به معنی نور در زبان فارسی قدیم میباشد. شاهد مثال، مصدر «سوسو زدن»، به معنی کم و زیاد شدن شدت نور، و چون سوهان در ارتفاع بالا واقع شده است، به خصوص در شب، به عنوان محل تجمع نورها و سوسو زدن آن بوده است
لذا با اضافه شدن علامت جمع «ان» فارسی، به صورت «سوان» و اضافه شدن حرف «هاء» جهت سهولت آوائی، به صورت «سوهان» شهرت یافته است. البته می توان گفت که در صورت استفاده از علامت جمع «ها» در زبان فارسی، به صورت «سوها» و جهت سهولت آوائی، با حرف «ن» در آخر آن، به صورت «سوهان» مورد استفاده قرار گرفته است
مردم سوهان به زبان تاتی محلی سخن می گویند که شباهت زیادی به زبان مازندرانی دارد.

## جمعیت
این روستا در دهستان پایین‌طالقان قرار دارد و براساس سرشماری مرکز آمار ایران در سال ۱۳۸۵، جمعیت آن ۷۷۵ نفر (۲۱۲خانوار) بوده‌است.

## طبیعت
روستای سوهان دارای طبیعتی بسیار زیبا است.
مکان‌های این روستا که دارای طبیعتی زیبا هستند که می‌توان به هفت چشمه، میانراه، آبشار چره، بوردشت و مسیرهای کوهنوردی این روستا و... اشاره کرد.

قله کَلِسَنگ یکی از معروف‌ترین قله‌های طالقان در این روستا قرار دارد که هر ساله بسیاری از کوهنوردان ایران را به خود جذب می‌کند.
آبشار چره نیز شهرت خاصی دارد.
در این روستا گیاهان دارویی مثل آویشن و گل گاوزبان و گزنه و گیاهان خوراکی مثل نعنا، پونه، والک و شورک در فصل بهار و اوایل تابستان می‌رویند.
درختانی نیز به صورت وحشی در این روستا می‌رویند مثل درخت وزم، بید، کبودی، تبریزی، سرو و... .

## فرهنگ و مردم
گویش مردم این روستا تاتی محلی است که شباهت زیادی به زبان مازندرانی دارد 
چنار ۱۰۰۰ ساله ای در این روستا وجود دارد که تقدس خاصی برای اهالی روستا دارد 